# 绍卡伊
绍卡伊，是匈牙利托尔瑙州所辖的一个村，总面积41.01平方公里，总人口1536，人口密度37.5人/平方公里（2010年1月1日）。